# Sukakerta (Kadupandak)
Sukakerta is een bestuurslaag in het regentschap Cianjur van de provincie West-Java, Indonesië. Sukakerta telt 4125 inwoners (volkstelling 2010).